# Lijst van wereldkampioenen sprint
De sprint is een van de onderdelen die op het programma staan van de wereldkampioenschappen baanwielrennen, het stond voor het eerst op het programma voor mannen in 1893 en voor vrouwen voor het eerst in 1958. Het eerste kampioenschap werd gehouden in Chicago. De sprint is het enige onderdeel dat vanaf het begin op het WK werd verreden. In 1992 zijn de titels voor amateurs en professionals samengevoegd; sindsdien bestaat alleen de open klasse. 

## Medaillewinnaars

### Professionals (vanaf 1895; vanaf 1992 open)
| Jaar                                                              | Plaats             | Goud                   | Zilver              | Brons                     |
| 2024                                                              | Ballerup           | Harrie Lavreysen       | Jeffrey Hoogland    | Kaiya Ota                 |
| 2023                                                              | Glasgow            | Harrie Lavreysen       | Nicholas Paul       | Jack Carlin               |
| 2022                                                              | Parijs             | Harrie Lavreysen       | Matthew Richardson  | Matthew Glaetzer          |
| 2021                                                              | Roubaix            | Harrie Lavreysen       | Jeffrey Hoogland    | Sébastien Vigier          |
| 2020                                                              | Berlijn            | Harrie Lavreysen       | Jeffrey Hoogland    | Azizulhasni Awang         |
| 2019                                                              | Pruszków           | Harrie Lavreysen       | Jeffrey Hoogland    | Mateusz Rudyk             |
| 2018                                                              | Apeldoorn          | Matthew Glaetzer       | Jack Carlin         | Sebastien Vigier          |
| 2017                                                              | Hongkong           | Denis Dmitrjev         | Harrie Lavreysen    | Ethan Mitchell            |
| 2016                                                              | Londen             | Jason Kenny            | Matthew Glaetzer    | Denis Dmitrjev            |
| 2015                                                              | Parijs             | Grégory Baugé          | Denis Dmitrjev      | Quentin Lafargue          |
| 2014                                                              | Cali               | François Pervis        | Stefan Bötticher    | Denis Dmitrjev            |
| 2013                                                              | Minsk              | Stefan Bötticher       | Denis Dmitrjev      | François Pervis           |
| 2012                                                              | Melbourne          | Grégory Baugé          | Jason Kenny         | Chris Hoy                 |
| 2011                                                              | Apeldoorn          | Jason Kenny            | Chris Hoy           | Mickaël Bourgain          |
| 2010                                                              | Kopenhagen         | Grégory Baugé          | Shane Perkins       | Kévin Sireau              |
| 2009                                                              | Pruszków           | Grégory Baugé          | Azizulhasni Awang   | Kévin Sireau              |
| 2008                                                              | Manchester         | Chris Hoy              | Kévin Sireau        | Grégory Baugé             |
| 2007                                                              | Palma              | Theo Bos               | Grégory Baugé       | Mickaël Bourgain          |
| 2006                                                              | Bordeaux           | Theo Bos               | Craig MacLean       | Stefan Nimke              |
| 2005                                                              | Los Angeles        | René Wolff             | Mickaël Bourgain    | Jobie Dajka               |
| 2004                                                              | Melbourne          | Theo Bos               | Laurent Gané        | Ryan Bayley               |
| 2003                                                              | Stuttgart          | Laurent Gané           | Jobie Dajka         | René Wolff                |
| 2002                                                              | Kopenhagen         | Sean Eadie             | Jobie Dajka         | Florian Rousseau          |
| 2001                                                              | Antwerpen          | Arnaud Tournant        | Laurent Gané        | Florian Rousseau          |
| 2000                                                              | Manchester         | Jan van Eijden         | Laurent Gané        | Jens Fiedler              |
| 1999                                                              | Berlijn            | Laurent Gané           | Jens Fiedler        | Florian Rousseau          |
| 1998                                                              | Bordeaux           | Florian Rousseau       | Jens Fiedler        | Laurent Gané              |
| 1997                                                              | Perth              | Florian Rousseau       | Jens Fiedler        | Darryn Hill               |
| 1996                                                              | Manchester         | Florian Rousseau       | Marty Nothstein     | Darryn Hill               |
| 1995                                                              | Bogota             | Darryn Hill            | Curtis Harnett      | Frédéric Magné            |
| 1994                                                              | Palermo            | Marty Nothstein        | Darryn Hill         | Michael Hübner            |
| 1993                                                              | Hamar              | Gary Neiwand           | Michael Hübner      | Eyk Pokorny               |
| 1992                                                              | Valencia           | Michael Hübner         | Frédéric Magné      | Eric Schoefs              |
| 1991                                                              | Stuttgart          | [ 2 ]                  | Fabrice Colas       | [ 3 ]                     |
| 1990                                                              | Maebashi           | Michael Hübner         | Claudio Golinelli   | Stephen Pate              |
| 1989                                                              | Lyon               | Claudio Golinelli      | Yuichiro Kamiyama   | Hideyuki Matsui           |
| 1988                                                              | Gent               | Stephen Pate           | [ 4 ]               | Nobuyuki Tawara           |
| 1987                                                              | Wenen              | Nobuyuki Tawara        | Hideyuki Matsui     | Claudio Golinelli         |
| 1986                                                              | Colorado Springs   | Koichi Nakano          | Hideyuki Matsui     | Nobuyuki Tawara           |
| 1985                                                              | Bassano del Grappa | Koichi Nakano          | Yoshiyuchi Matsueda | Ottavio Dazzan            |
| 1984                                                              | Barcelona          | Koichi Nakano          | Ottavio Dazzan      | Yavé Cahard               |
| 1983                                                              | Zürich             | Koichi Nakano          | Yavé Cahard         | Ottavio Dazzan            |
| 1982                                                              | Leicester          | Koichi Nakano          | Gordon Singleton    | Yavé Cahard               |
| 1981                                                              | Brno               | Koichi Nakano          | Gordon Singleton    | Keni Takahashi            |
| 1980                                                              | Besançon           | Koichi Nakano          | Masahito Ozaki      | Daniel Morelon            |
| 1979                                                              | Amsterdam          | Koichi Nakano          | Dieter Berkmann     | Michel Vaarten            |
| 1978                                                              | München            | Koichi Nakano          | Dieter Berkmann     | Yoshua Sugata             |
| 1977                                                              | San Cristóbal      | Koichi Nakano          | Yoshua Sugata       | John Nicholson            |
| 1976                                                              | Monteroni di Lecce | John Nicholson         | Giordano Turrini    | Yoshua Sugata             |
| 1975                                                              | Rocourt            | John Nicholson         | Peder Pedersen      | Ryoji Abe                 |
| 1974                                                              | Montreal           | Peder Pedersen         | John Nicholson      | Robert Vanlancker         |
| 1973                                                              | San Sebastián      | Robert Vanlancker      | Giordano Turrini    | Ezio Cardi                |
| 1972                                                              | Marseille          | Robert Vanlancker      | Gordon Johnson      | Giordano Turrini          |
| 1971                                                              | Varese             | Leijn Loevesijn        | Robert Vanlancker   | Giordano Turrini          |
| 1970                                                              | Leicester          | Gordon Johnson         | Sante Gaiardoni     | Leijn Loevesijn           |
| 1969                                                              | Antwerpen          | Patrick Sercu          | Robert Vanlancker   | Sante Gaiardoni           |
| 1968                                                              | Rome               | Giuseppe Beghetto      | Patrick Sercu       | Giovanni Pettenella       |
| 1967                                                              | Amsterdam          | Patrick Sercu          | Giuseppe Beghetto   | Angelo Damiano            |
| 1966                                                              | Frankfurt am Main  | Giuseppe Beghetto      | Ron Baensch         | Sante Gaiardoni           |
| 1965                                                              | San Sebastián      | Giuseppe Beghetto      | Patrick Sercu       | Ron Baensch               |
| 1964                                                              | Parijs             | Antonio Maspes         | Ron Baensch         | Jos de Bakker             |
| 1963                                                              | Rocourt            | Sante Gaiardoni        | Antonio Maspes      | Jos de Bakker             |
| 1962                                                              | Milaan             | Antonio Maspes         | Sante Gaiardoni     | Oscar Plattner            |
| 1961                                                              | Zürich             | Antonio Maspes         | Michel Rousseau     | Jos de Bakker             |
| 1960                                                              | Leipzig            | Antonio Maspes         | Oscar Plattner      | Jos de Bakker             |
| 1959                                                              | Amsterdam          | Antonio Maspes         | Michel Rousseau     | Jan Derksen               |
| 1958                                                              | Parijs             | Michel Rousseau        | Enzo Sacchi         | Antonio Maspes            |
| 1957                                                              | Rocourt            | Jan Derksen            | Arie van Vliet      | Roger Gaignard            |
| 1956                                                              | Kopenhagen         | Antonio Maspes         | Reginald Harris     | Oscar Plattner            |
| 1955                                                              | Milaan             | Antonio Maspes         | Oscar Plattner      | Arie van Vliet            |
| 1954                                                              | Keulen             | Reginald Harris        | Arie van Vliet      | Enzo Sacchi               |
| 1953                                                              | Zürich             | Arie van Vliet         | Enzo Sacchi         | Reginald Harris           |
| 1952                                                              | Parijs             | Oscar Plattner         | Georges Senfftleben | Jan Derksen               |
| 1951                                                              | Milaan             | Reginald Harris        | Jacques Bellenger   | Sydney Patterson          |
| 1950                                                              | Rocourt            | Reginald Harris        | Arie van Vliet      | Jan Derksen               |
| 1949                                                              | Kopenhagen         | Reginald Harris        | Jan Derksen         | Arie van Vliet            |
| 1948                                                              | Amsterdam          | Arie van Vliet         | Louis Gérardin      | Georges Senfftleben       |
| 1947                                                              | Parijs             | Jef Scherens           | Louis Gérardin      | Georges Senfftleben       |
| 1946                                                              | Zürich             | Jan Derksen            | Georges Senfftleben | Arie van Vliet            |
| 1940-1945: geen kampioenschap ten gevolge van Tweede Wereldoorlog |                    |                        |                     |                           |
| 1939                                                              | Milaan             | [ 5 ]                  | [ 5 ]               | Albert Richter            |
| 1938                                                              | Amsterdam          | Arie van Vliet         | Jef Scherens        | Albert Richter            |
| 1937                                                              | Kopenhagen         | Jef Scherens           | Arie van Vliet      | Albert Richter            |
| 1936                                                              | Zürich             | Jef Scherens           | Louis Gérardin      | Albert Richter            |
| 1935                                                              | Brussel            | Jef Scherens           | Albert Richter      | Louis Gérardin            |
| 1934                                                              | Leipzig            | Jef Scherens           | Albert Richter      | Louis Gérardin            |
| 1933                                                              | Parijs             | Jef Scherens           | Lucien Michard      | Albert Richter            |
| 1932                                                              | Rome               | Jef Scherens           | Lucien Michard      | Mathias Engel             |
| 1931                                                              | Kopenhagen         | Willy Falck Hansen     | Lucien Michard      | Jef Scherens              |
| 1930                                                              | Brussel            | Lucien Michard         | Piet Moeskops       | Orlando Piani             |
| 1929                                                              | Zürich             | Lucien Michard         | Piet Moeskops       | Ernest Kauffmann          |
| 1928                                                              | Boedapest          | Lucien Michard         | Lucien Faucheux     | Ernest Kauffmann          |
| 1927                                                              | Keulen             | Lucien Michard         | Ernest Kauffmann    | Lucien Faucheux           |
| 1926                                                              | Milaan             | Piet Moeskops          | César Moretti       | Lucien Michard            |
| 1925                                                              | Amsterdam          | Ernest Kauffmann       | Maurice Schilles    | Lucien Michard            |
| 1924                                                              | Parijs             | Piet Moeskops          | Ernest Kauffmann    | Maurice Schilles          |
| 1923                                                              | Zürich             | Piet Moeskops          | Gabriel Poulain     | Ernest Kauffmann          |
| 1922                                                              | Parijs             | Piet Moeskops          | Robert Spears       | Aloïs De Graeve           |
| 1921                                                              | Kopenhagen         | Piet Moeskops          | Robert Spears       | Pierre Sergent            |
| 1920                                                              | Antwerpen          | Robert Spears          | Ernest Kauffmann    | William Bailey            |
| 1915-1919: geen kampioenschap ten gevolge van Eerste Wereldoorlog |                    |                        |                     |                           |
| 1914                                                              | Kopenhagen         | Niet verreden          | Niet verreden       | Niet verreden             |
| 1913                                                              | Leipzig            | Walter Rütt            | Thorvald Ellegaard  | André Perchicot           |
| 1912                                                              | Newark             | Frank Kramer           | Alfred Grenda       | André Perchicot           |
| 1911                                                              | Rome               | Thorvald Ellegaard     | Léon Hourlier       | Julien Pouchois           |
| 1910                                                              | Brussel            | Emile Friol            | Thorvald Ellegaard  | Walter Rütt               |
| 1909                                                              | Kopenhagen         | Victor Dupré           | Gabriel Poulain     | Walter Rütt               |
| 1908                                                              | Berlijn            | Thorvald Ellegaard     | Gabriel Poulain     | Charles-Louis Vanden Born |
| 1907                                                              | Parijs             | Emile Friol            | Henri Mayer         | Walter Rütt               |
| 1906                                                              | Genève             | Thorvald Ellegaard     | Gabriel Poulain     | Emile Friol               |
| 1905                                                              | Antwerpen          | Gabriel Poulain        | Thorvald Ellegaard  | Henri Mayer               |
| 1904                                                              | Londen             | Iver Lawson            | Thorvald Ellegaard  | Henri Mayer               |
| 1903                                                              | Kopenhagen         | Thorvald Ellegaard     | Willy Arend         | Harie Meijers             |
| 1902                                                              | Rome               | Thorvald Ellegaard     | Harie Meijers       | Pietro Bixio              |
| 1901                                                              | Berlijn            | Thorvald Ellegaard     | Edmond Jacquelin    | Guus Schilling            |
| 1900                                                              | Parijs             | Edmond Jacquelin       | Harie Meijers       | Willy Arend               |
| 1899                                                              | Montreal           | Marshall Walter Taylor | Tom Butler          | Gaston Courbe d'Outrelon  |
| 1898                                                              | Wenen              | George A. Banker       | Franz Verheyen      | Edmond Jacquelin          |
| 1897                                                              | Glasgow            | Willy Arend            | Charles F. Barden   | Paul Nossam               |
| 1896                                                              | Kopenhagen         | Paul Bourrillon        | Charles F. Barden   | Edmond Jacquelin          |
| 1895                                                              | Keulen             | Robert Protin          | George A. Banker    | Emile Huet                |

1. ↑  Grégory Baugé gediskwalificeerd vanwege missen dopingtests.
2. ↑  Carey Hall gediskwalificeerd vanwege dopinggebruik.
3. ↑  Stephen Pate gediskwalificeerd vanwege dopinggebruik.
4. ↑  Claudio Golinelli gediskwalificeerd.
5. ↑  Finale (Van Vliet-Scherens) niet verreden wegens uitbreken WO II.

### Amateurs (1893-1991)
| Jaar                                                              | Plaats             | Goud                              | Zilver                            | Brons                             |
| 1991                                                              | Stuttgart          | Jens Fiedler                      | Bill Huck                         | Gary Neiwand                      |
| 1990                                                              | Maebashi           | Bill Huck                         | Curtis Harnett                    | Jens Fiedler                      |
| 1989                                                              | Lyon               | Bill Huck                         | Michael Huebner                   | Nikolaï Kovch                     |
| 1988                                                              | Gent               | Niet verreden (Olympische Spelen) | Niet verreden (Olympische Spelen) | Niet verreden (Olympische Spelen) |
| 1987                                                              | Wenen              | Lutz Heßlich                      | Bill Huck                         | Michael Hübner                    |
| 1986                                                              | Colorado Springs   | Michael Hübner                    | Lutz Heßlich                      | Ralf-Gudo Kuschy                  |
| 1985                                                              | Bassano del Grappa | Lutz Heßlich                      | Michael Hübner                    | Ralf-Gudo Kuschy                  |
| 1984                                                              | Barcelona          | Niet verreden (Olympische Spelen) | Niet verreden (Olympische Spelen) | Niet verreden (Olympische Spelen) |
| 1983                                                              | Zürich             | Lutz Heßlich                      | Sergeï Kopylov                    | Michael Hübner                    |
| 1982                                                              | Leicester          | Sergeï Kopylov                    | Lutz Heßlich                      | Emzar Gulachvili                  |
| 1981                                                              | Brno               | Sergeï Kopylov                    | Lutz Heßlich                      | Detlef Uibel                      |
| 1980                                                              | Besançon           | Niet verreden (Olympische Spelen) | Niet verreden (Olympische Spelen) | Niet verreden (Olympische Spelen) |
| 1979                                                              | Amsterdam          | Lutz Heßlich                      | Emmanuel Raasch                   | Christian Dresscher               |
| 1978                                                              | München            | Anton Tkac                        | Emmanuel Raasch                   | Christian Dresscher               |
| 1977                                                              | San Cristóbal      | Hans Jürgen Geschke               | Emmanuel Raasch                   | Lutz Heßlich                      |
| 1976                                                              | Monteroni di Lecce | Niet verreden (Olympische Spelen) | Niet verreden (Olympische Spelen) | Niet verreden (Olympische Spelen) |
| 1975                                                              | Rocourt            | Daniel Morelon                    | Giorgi Rossi                      | Emmanuel Raasch                   |
| 1974                                                              | Montreal           | Anton Tkac                        | Sergeï Kravtsov                   | Giorgi Rossi                      |
| 1973                                                              | San Sebastián      | Daniel Morelon                    | Anatoly Lablunowski               | Giorgi Rossi                      |
| 1972                                                              | Marseille          | Niet verreden (Olympische Spelen) | Niet verreden (Olympische Spelen) | Niet verreden (Olympische Spelen) |
| 1971                                                              | Varese             | Daniel Morelon                    | Sergeï Kravtsov                   | Ivan Kucirek                      |
| 1970                                                              | Leicester          | Daniel Morelon                    | Peder Pedersen                    | Gérard Quintyn                    |
| 1969                                                              | Antwerpen          | Daniel Morelon                    | Omar Phakadze                     | Peder Pedersen                    |
| 1968                                                              | Rome               | Luigi Borghetti                   | Niels Fredborg                    | Robert Vanlancker                 |
| 1967                                                              | Amsterdam          | Daniel Morelon                    | Pierre Trentin                    | Luigi Borghetti                   |
| 1966                                                              | Frankfurt am Main  | Daniel Morelon                    | Pierre Trentin                    | Omar Phakadze                     |
| 1965                                                              | San Sebastián      | Omar Phakadze                     | Giordano Turrini                  | Daniel Morelon                    |
| 1964                                                              | Parijs             | Pierre Trentin                    | Daniel Morelon                    | Sergio Bianchetto                 |
| 1963                                                              | Rocourt            | Patrick Sercu                     | Sergio Bianchetto                 | Pierre Trentin                    |
| 1962                                                              | Milaan             | Sergio Bianchetto                 | Giuseppe Beghetto                 | Pierre Trentin                    |
| 1961                                                              | Zürich             | Sergio Bianchetto                 | Giuseppe Beghetto                 | Ron Baensch                       |
| 1960                                                              | Leipzig            | Sante Gaiardoni                   | Leo Sterckx                       | David Handley                     |
| 1959                                                              | Amsterdam          | Valentino Gasparella              | Sante Gaiardoni                   | André Gruchet                     |
| 1958                                                              | Parijs             | Valentino Gasparella              | Sante Gaiardoni                   | Richard Ploog                     |
| 1957                                                              | Rocourt            | Michel Rousseau                   | Guglielmo Pesenti                 | Valentino Gasparella              |
| 1956                                                              | Kopenhagen         | Michel Rousseau                   | Jorge Batiz                       | Guglielmo Pesenti                 |
| 1955                                                              | Milaan             | Giuseppe Ogna                     | Jorge Batiz                       | John Tressider                    |
| 1954                                                              | Keulen             | Cyril Peacock                     | John Tressider                    | Georges Gaignard                  |
| 1953                                                              | Zürich             | Marino Morettini                  | Cesare Pinarello                  | Werner Potzernheim                |
| 1952                                                              | Parijs             | Enzo Sacchi                       | Marino Morettini                  | Cyril Peacock                     |
| 1951                                                              | Milaan             | Enzo Sacchi                       | Russell Mockridge                 | Marino Morettini                  |
| 1950                                                              | Rocourt            | Maurice Verdeun                   | Pierre Even                       | Jan Hijzelendoorn                 |
| 1949                                                              | Kopenhagen         | Sydney Patterson                  | Jacques Bellenger                 | John Held                         |
| 1948                                                              | Amsterdam          | Mario Ghella                      | Axel Schandorf                    | Reginald Harris                   |
| 1947                                                              | Parijs             | Reginald Harris                   | Cor Bijster                       | Henri Sensever                    |
| 1946                                                              | Zürich             | Oskar Plattner                    | Axel Schandorf                    | Cor Bijster                       |
| 1940-1945: geen kampioenschap ten gevolge van Tweede Wereldoorlog |                    |                                   |                                   |                                   |
| 1939                                                              | Milaan             | Jan Derksen                       | Italio Astolfi                    | Gerhard Purann                    |
| 1938                                                              | Amsterdam          | Jef van de Vijver                 | Bruno Loatti                      | Jan Derksen                       |
| 1937                                                              | Kopenhagen         | Jef van de Vijver                 | Pierre Georget                    | Hendrik Ooms                      |
| 1936                                                              | Zürich             | Arie van Vliet                    | Pierre Georget                    | Henri Collard                     |
| 1935                                                              | Brussel            | Toni Merkens                      | Arie van Vliet                    | Jef van de Vijver                 |
| 1934                                                              | Leipzig            | Benedetto Pola                    | Arie van Vliet                    | Christian Lente                   |
| 1933                                                              | Parijs             | Jacques van Egmond                | Roland Ulrich                     | Anker Meyer-Andersen              |
| 1932                                                              | Rome               | Albert Richter                    | Nino Mozzo                        | Franz Dusika                      |
| 1931                                                              | Kopenhagen         | Helger Harder                     | Willy Gervin                      | Anker Meyer-Andersen              |
| 1930                                                              | Brussel            | Louis Gérardin                    | Sydney Cozens                     | Bruno Pelizzari                   |
| 1929                                                              | Zürich             | Antoine Mazairac                  | Sydney Cozens                     | Willy Gervin                      |
| 1928                                                              | Boedapest          | Willy Falck Hansen                | Roger Beaufrand                   | Jack Standen                      |
| 1927                                                              | Keulen             | Mathias Engel                     | Willy Falck Hansen                | Peter Steffes                     |
| 1926                                                              | Milaan             | Avanti Martinetti                 | Léon Galvaing                     | Antoine Mazairac                  |
| 1925                                                              | Amsterdam          | Jaap Meijer                       | Antoine Mazairac                  | Bernard Leene                     |
| 1924                                                              | Parijs             | Lucien Michard                    | Lucien Faucheux                   | H.E. Fuller                       |
| 1923                                                              | Zürich             | Lucien Michard                    | Antoine Mazairac                  | Gerard Bosch Van Drakestein       |
| 1922                                                              | Parijs             | Thomas Johnson                    | Maurice Peeters                   | W.A. Ormston                      |
| 1921                                                              | Kopenhagen         | Brask Andersen                    | Erik Kjeldsen                     | Johan Normann                     |
| 1920                                                              | Antwerpen          | Maurice Peeters                   | Thomas Johnson                    | Gerald Halpin                     |
| 1915-1919: geen kampioenschap ten gevolge van Eerste Wereldoorlog |                    |                                   |                                   |                                   |
| 1914                                                              | Kopenhagen         | Niet verreden                     | Niet verreden                     | Niet verreden                     |
| 1913                                                              | Leipzig            | William Bailey                    | Harry Ryan                        | Christel Rode                     |
| 1912                                                              | Newark             | Donald Mcdougall                  | Harry Kaiser                      | James Diver                       |
| 1911                                                              | Rome               | William Bailey                    | Angelo Feroci                     | Guido Gasparinetti                |
| 1910                                                              | Brussel            | William Bailey                    | Karl Neumer                       | Paul Texier                       |
| 1909                                                              | Kopenhagen         | William Bailey                    | Karl Neumer                       | Maurice Schilles                  |
| 1908                                                              | Berlijn            | Victor Johnson                    | Benjamin Jones                    | Emile Demangel                    |
| 1907                                                              | Parijs             | Jean Devoissoux                   | Alexandre Auffray                 | Camille Avrillon                  |
| 1906                                                              | Genève             | Francesco Verri                   | Emile Delage                      | D. Rondelli                       |
| 1905                                                              | Antwerpen          | Jimmy S. Benyon                   | H.D. Buck                         | Eugène Debognies                  |
| 1904                                                              | Londen             | Marcus Hurley                     | Arthur L. Reed                    | Jimmy S. Benyon                   |
| 1903                                                              | Kopenhagen         | Arthur L. Reed                    | Jimmy S. Benyon                   | Carl Hellemann                    |
| 1902                                                              | Rome               | Charles Piard                     | Léon Delaborde                    | Orla Nord                         |
| 1901                                                              | Berlijn            | Emile Maitrot                     | Léon Veljtruba                    | Heinrich Struth                   |
| 1900                                                              | Parijs             | Didier Nauts                      | J.H. Lake                         | Ferdinand Vasserot                |
| 1899                                                              | Montreal           | Thomas Summersgill                | Earl Peebody                      | William Caldow                    |
| 1898                                                              | Wenen              | Paul Albert                       | Ludwig Opel                       | Thomas Summersgill                |
| 1897                                                              | Glasgow            | Edwin Schraeder                   | W.P. Fawcett                      | Harry Reynolds                    |
| 1896                                                              | Kopenhagen         | Harry Reynolds                    | Edwin Schraeder                   | Charles Guillaumet                |
| 1895                                                              | Keulen             | Jaap Eden                         | Christian Ingemann                | Jean Schaaf                       |
| 1894                                                              | Antwerpen          | August Lehr                       | Jaap Eden                         | William Broadbridge               |
| 1893                                                              | Chicago            | Arthur Zimmerman                  | John Johnson                      | John-Patrick Bliss                |

### Vrouwen
| Jaar | Plaats             | Goud                              | Zilver                            | Brons                             |
| 2024 | Ballerup           | Emma Finucane                     | Hetty van de Wouw                 | Mina Sato                         |
| 2023 | Glasgow            | Emma Finucane                     | Lea Sophie Friedrich              | Ellesse Andrews                   |
| 2022 | Parijs             | Mathilde Gros                     | Lea Sophie Friedrich              | Emma Hinze                        |
| 2021 | Roubaix            | Emma Hinze                        | Lea Sophie Friedrich              | Kelsey Mitchell                   |
| 2020 | Berlijn            | Emma Hinze                        | Anastasia Vojnova                 | Lee Wai Sze                       |
| 2019 | Pruszków           | Lee Wai Sze                       | Stephanie Morton                  | Mathilde Gros                     |
| 2018 | Apeldoorn          | Kristina Vogel                    | Stephanie Morton                  | Pauline Grabosch                  |
| 2017 | Hongkong           | Kristina Vogel                    | Stephanie Morton                  | Lee Wai Sze                       |
| 2016 | Londen             | Zhong Tianshi                     | Lin Junhong                       | Kristina Vogel                    |
| 2015 | Parijs             | Kristina Vogel                    | Elis Ligtlee                      | Zhong Tianshi                     |
| 2014 | Cali               | Kristina Vogel                    | Zhong Tianshi                     | Lin Junhong                       |
| 2013 | Minsk              | Rebecca James                     | Kristina Vogel                    | Lee Wai Sze                       |
| 2012 | Melbourne          | Victoria Pendleton                | Simona Krupeckaitė                | Anna Meares                       |
| 2011 | Apeldoorn          | Anna Meares                       | Simona Krupeckaitė                | Victoria Pendleton                |
| 2010 | Kopenhagen         | Victoria Pendleton                | Shuang Guo                        | Simona Krupeckaitė                |
| 2009 | Pruszków           | Victoria Pendleton                | Willy Kanis                       | Simona Krupeckaitė                |
| 2008 | Manchester         | Victoria Pendleton                | Simona Krupeckaitė                | Jenny Reed                        |
| 2007 | Palma              | Victoria Pendleton                | Shuang Guo                        | Anna Meares                       |
| 2006 | Bordeaux           | Natallia Tsylinskaia              | Victoria Pendleton                | Shuang Guo                        |
| 2005 | Los Angeles        | Victoria Pendleton                | Tamilla Abassova                  | Anna Meares                       |
| 2004 | Melbourne          | Svetlana Grankovskaia             | Anna Meares                       | Lori-Ann Muenzer                  |
| 2003 | Stuttgart          | Svetlana Grankovskaia             | Natallia Tsylinskaya              | Nancy Contreras Reyes             |
| 2002 | Kopenhagen         | Natallia Tsylinskaya              | Kerrie Meares                     | Katrin Meinke                     |
| 2001 | Antwerpen          | Svetlana Grankovskaia             | Tammy Thomas                      | Lori-Ann Muenzer                  |
| 2000 | Manchester         | Natalia Markovnichenko            | Lori-Ann Muenzer                  | Katrin Meinke                     |
| 1999 | Berlijn            | Félicia Ballanger                 | Michelle Ferris                   | Tanya Dubnicoff                   |
| 1998 | Bordeaux           | Félicia Ballanger                 | Michelle Ferris                   | Tanya Dubnicoff                   |
| 1997 | Perth              | Félicia Ballanger                 | Michelle Ferris                   | Oksana Grichina                   |
| 1996 | Manchester         | Félicia Ballanger                 | Annette Neumann                   | Magali Humbert-Faure              |
| 1995 | Bogota             | Félicia Ballanger                 | Olga Sljoesarjova                 | Erika Salumäe                     |
| 1994 | Palermo            | Galina Enioukhina                 | Félicia Ballanger                 | Oksana Grishina                   |
| 1993 | Hamar              | Tanya Dubnicoff                   | Ingrid Haringa                    | Nathalie Even                     |
| 1992 | Valencia           | Niet verreden (Olympische Spelen) | Niet verreden (Olympische Spelen) | Niet verreden (Olympische Spelen) |
| 1991 | Stuttgart          | Ingrid Haringa                    | Annette Neumann                   | Connie Paraskevin                 |
| 1990 | Maebashi           | Connie Paraskevin-Young           | Renée Duprel                      | Rita Razmaitė                     |
| 1989 | Lyon               | Erika Salumäe                     | Galina Enioukhina                 | Isabelle Gautheron                |
| 1988 | Gent               | Niet verreden (Olympische Spelen) | Niet verreden (Olympische Spelen) | Niet verreden (Olympische Spelen) |
| 1987 | Wenen              | Erika Salumäe                     | Christa Rothenburger              | Connie Paraskevin                 |
| 1986 | Colorado Springs   | Christa Rothenburger              | Erika Salumäe                     | Connie Paraskevin                 |
| 1985 | Bassano del Grappa | Isabelle Nicoloso                 | Connie Paraskevin                 | Natalya Kruchelnitskaya           |
| 1984 | Barcelona          | Connie Paraskevin                 | Erika Salumäe                     | Syuine Zhou                       |
| 1983 | Zürich             | Connie Paraskevin                 | Claudia Lommatzsch                | Isabelle Nicoloso                 |
| 1982 | Leicester          | Connie Paraskevin                 | Shiela Young                      | Claudia Lommatzsch                |
| 1981 | Brno               | Sheila Young                      | Claudine Vierstraete              | Claudia Lommatzsch                |
| 1980 | Besançon           | Sue Novara                        | Galina Tsareva                    | Claudia Lommatzsch                |
| 1979 | Amsterdam          | Galina Tsareva                    | Truus van der Plaat               | Sue Novara                        |
| 1978 | München            | Galina Tsareva                    | Sue Novara                        | Iva Zajikova                      |
| 1977 | San Cristóbal      | Galina Tsareva                    | Sue Novara                        | Iva Zajikova                      |
| 1976 | Monteroni di Lecce | Sheila Young                      | Sue Novara                        | Iva Zajikova                      |
| 1975 | Rocourt            | Sue Novara                        | Iva Zajikova                      | Galina Ermolaeva                  |
| 1974 | Montreal           | Tamara Piltsikova                 | Sue Novara                        | Galina Tsareva                    |
| 1973 | San Sebastián      | Sheila Young                      | Iva Zajikova                      | Galina Ermolaeva                  |
| 1972 | Marseille          | Galina Ermolaeva                  | Minnie Brinkhof                   | Sheila Young                      |
| 1971 | Varese             | Galina Tsareva                    | Galina Ermolaeva                  | Iva Zajikova                      |
| 1970 | Leicester          | Galina Tsareva                    | Galina Ermolaeva                  | Valentina Savina                  |
| 1969 | Antwerpen          | Galina Tsareva                    | Galina Ermolaeva                  | Irena Kiritchenko                 |
| 1968 | Rome               | Alla Baguiniantz                  | Irina Kiritchenko                 | Galina Ermolaeva                  |
| 1967 | Amsterdam          | Valentina Savina                  | Irina Kiritchenko                 | Galina Ermolaeva                  |
| 1966 | Frankfurt am Main  | Irina Kiritchenko                 | Valentina Savina                  | Heidi Blobner                     |
| 1965 | San Sebastián      | Valentina Savina                  | Galina Ermolaeva                  | Karin Stüwe                       |
| 1964 | Parijs             | Irina Kiritchenko                 | Galina Ermolaeva                  | Gisèle Caille                     |
| 1963 | Rocourt            | Galina Ermolaeva                  | Irina Kiritchenko                 | Valentina Savina                  |
| 1962 | Milaan             | Valentina Savina                  | Irina Kiritchenko                 | Jean Dunn                         |
| 1961 | Zürich             | Galina Ermolaeva                  | Valentina Maximova                | Jean Dunn                         |
| 1960 | Leipzig            | Galina Ermolaeva                  | Valentina Maximova                | Jean Dunn                         |
| 1959 | Amsterdam          | Galina Ermolaeva                  | Valentina Maximova                | Jean Dunn                         |
| 1958 | Parijs             | Galina Ermolaeva                  | Valentina Maximova                | Jean Dunn                         |

## Medaillespiegel

### Mannen
| Plaats | Land                           | Goud | Zilver | Brons | Totaal |
| 1      | Frankrijk                      | 39   | 42     | 51    | 132    |
| 2      | Nederland                      | 29   | 21     | 17    | 67     |
| 3      | Italië                         | 26   | 25     | 23    | 74     |
| 4      | Verenigd Koninkrijk            | 18   | 16     | 13    | 47     |
| 5      | België                         | 14   | 6      | 13    | 42     |
| 6      | Duitsland                      | 12   | 16     | 23    | 51     |
| 7      | Denemarken                     | 12   | 14     | 7     | 33     |
| 8      | Japan                          | 11   | 6      | 8     | 25     |
| 9      | Australië                      | 10   | 15     | 15    | 40     |
| 10     | Duitse Democratische Republiek | 9    | 9      | 10    | 28     |
| 11     | Verenigde Staten               | 8    | 7      | 3     | 18     |
| 12     | Zwitserland                    | 3    | 5      | 5     | 13     |
| 13     | Sovjet-Unie                    | 3    | 5      | 3     | 11     |
| 14     | Tsjecho-Slowakije              | 2    | 0      | 1     | 3      |
| 15     | Rusland                        | 1    | 2      | 2     | 5      |
| 16     | Ierland                        | 1    | 0      | 1     | 2      |
| 17     | Canada                         | 0    | 4      | 0     | 4      |
| 18     | Argentinië                     | 0    | 2      | 0     | 2      |
| 19     | Maleisië                       | 0    | 1      | 1     | 2      |
| 20     | Trinidad en Tobago             | 0    | 1      | 0     | 1      |
| 20     | Bohemen                        | 0    | 1      | 0     | 1      |
| 22     | Nieuw-Zeeland                  | 0    | 0      | 1     | 1      |
| 22     | Polen                          | 0    | 0      | 1     | 1      |
| Totaal | Totaal                         | 197  | 197    | 197   | 591    |

| Plaats | Naam               | Goud | Zilver | Brons | Totaal |    |
| ------ | ------------------ | ---- | ------ | ----- | ------ | -- |
| 1      | Koichi Nakano      | 10   | 0      | 0     | 10     | P  |
| 2      | Daniel Morelon     | 7    | 1      | 2     | 10     | AP |
| 3      | Antonio Maspes     | 7    | 1      | 1     | 9      | P  |
| 3      | Jef Scherens       | 7    | 1      | 1     | 9      | P  |
| 5      | Lucien Michard     | 6    | 3      | 2     | 11     | AP |
| 6      | Harrie Lavreysen   | 6    | 1      | 0     | 7      | P  |
| 7      | Thorvald Ellegaard | 5    | 4      | 0     | 9      | P  |
| 8      | Piet Moeskops      | 5    | 2      | 0     | 7      | P  |
| 9      | Reginald Harris    | 5    | 1      | 2     | 8      | AP |
| 10     | Arie van Vliet     | 4    | 6      | 3     | 13     | AP |

* A = een of meer medailles bij amateurs; P = een of meer medailles bij profs/open

### Vrouwen
| Plaats | Land                           | Goud | Zilver | Brons | Totaal |
| 1      | Sovjet-Unie                    | 21   | 18     | 9     | 48     |
| 2      | Verenigde Staten               | 9    | 8      | 7     | 24     |
| 3      | Verenigd Koninkrijk            | 9    | 1      | 6     | 16     |
| 4      | Frankrijk                      | 7    | 1      | 6     | 14     |
| 5      | Duitsland                      | 6    | 7      | 8     | 21     |
| 6      | Rusland                        | 4    | 3      | 2     | 9      |
| 7      | Wit-Rusland                    | 3    | 1      | 0     | 4      |
| 8      | Australië                      | 1    | 8      | 3     | 12     |
| 9      | Nederland                      | 1    | 6      | 0     | 7      |
| 10     | China                          | 1    | 4      | 3     | 8      |
| 11     | Canada                         | 1    | 1      | 5     | 7      |
| 12     | Duitse Democratische Republiek | 1    | 1      | 2     | 4      |
| 13     | Hongkong                       | 1    | 0      | 3     | 4      |
| 14     | Litouwen                       | 0    | 3      | 2     | 5      |
| 15     | Tsjecho-Slowakije              | 0    | 2      | 4     | 6      |
| 16     | België                         | 0    | 1      | 0     | 1      |
| 17     | Estland                        | 0    | 0      | 1     | 1      |
| 17     | Noord-Korea                    | 0    | 0      | 1     | 1      |
| 17     | Mexico                         | 0    | 0      | 1     | 1      |
| 17     | Nieuw-Zeeland                  | 0    | 0      | 1     | 1      |
| 17     | Japan                          | 0    | 0      | 1     | 1      |
| Totaal | Totaal                         | 65   | 65     | 65    | 195    |

| Plaats | Naam                  | Goud | Zilver | Brons | Totaal |
| ------ | --------------------- | ---- | ------ | ----- | ------ |
| 1      | Galina Ermolaeva      | 6    | 5      | 4     | 15     |
| 2      | Victoria Pendleton    | 6    | 1      | 1     | 8      |
| 2      | Galina Tsareva        | 6    | 1      | 1     | 8      |
| 4      | Félicia Ballanger     | 5    | 1      | 0     | 6      |
| 5      | Connie Paraskevin     | 4    | 1      | 3     | 8      |
| 6      | Kristina Vogel        | 4    | 1      | 1     | 6      |
| 7      | Valentina Savina      | 3    | 1      | 2     | 6      |
| 8      | Sheila Young          | 3    | 1      | 1     | 5      |
| 9      | Natallia Tsylinskaya* | 3    | 1      | 0     | 4      |
| 10     | Svetlana Grankovskaya | 3    | 0      | 0     | 3      |
| 11     | Emma Finucane         | 2    | 0      | 0     | 2      |

- Natallia Tsylinskaya was in 2000 getrouwd met Alexander Markovnichenko.

(Bijgewerkt t/m WK 2024)